# Phasia micans
Phasia micans là một loài ruồi trong họ Tachinidae.